# Juan Píriz
Juan Emilio Píriz (17. maj 1902 – 23. marts 1946) var en uruguayansk fodboldspiller (angriber) og olympisk guldvinder med Uruguays landshold.
Han spillede mellem 1928 og 1938 14 kampe og scorede fem mål for det uruguayanske landshold. Han var med på holdet der vandt guld ved OL i 1928 i Amsterdam.
Píriz spillede på klubplan for Defensor Sporting og Nacional i hjemlandet.